# ژان روایر
ژان روایر(به فرانسوی: Jean Royère) (زاده: ۱۹۰۲ در پاریس) طراح و دکوراتور داخلی بود که طراحی چیدمان داخلی آپارتمان (کاخ)‌های محمدرضا پهلوی و دو خواهرش اشرف و شمس پهلوی در مجموعه سعدآباد به او سفارش داده شد. روایر در سال ۱۹۸۱ در پنسیلوانیای آمریکا از دنیا می‌رود.

## فعالیت‌ها در ایران
روایر به مناسبت ازدواج محمدرضا پهلوی با فرح دیبا، در سال ۱۹۵۸ میلادی یک هال خصوصی و حیاط زمستانی، یک اتاق اختصاصی زنانه و هم چنین یک سینمای کوچک خصوصی همراه با بار، برای محمدرضا پهلوی طراحی می‌کند. در همین مجموعه چیدمان بسیار معمارانه دفتر شاه را نیز انجام می‌دهد.
روایر نه تنها یک دفتر، بلکه یک شعبه در تهران می‌زند و از این رو شهرت جهانی می‌یابد.
در ۱۹۵۹ میلادی او در کنار طراح فرانسوی دیگری به پروژه "مجلس سنا"ی تهران به معماری مهندسان، محسن فروغی و حیدر غیایی می‌پردازد وطراحی داخلی این مکان نهصد جایگاهی را بر عهده می‌گیرد. این پروژه از مهم ترین کارهی او محسوب می‌شود.
روایر، صندلی‌های صحن مجلس را از آلومینیوم زراندود و چرم قرمز تیره طراحی می‌کند. سفارش‌های شاه ایران جزء مهم ترین سفارش‌های اوست که در فرانسه ساخته و با هواپیما به تهران منتقل می‌شوند.

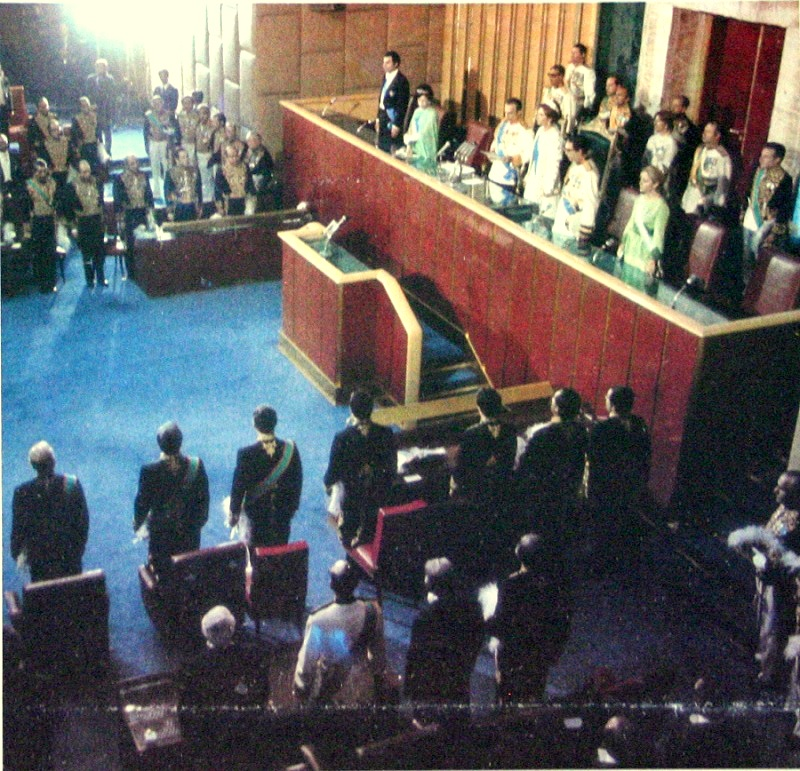
مجلس سنا ایران

دکوراسیون "پارک هتل" در خیابان حافظ تهران از سوی خانواده دیبا از روایر درخواست می‌شود. چیدمان داخلی " کاخ بهارستان "(مجلس شورای ملی سابق) نیر در میان آثار منسوب به او به چشم می‌خورد. "هتل کاروان" "هتل خرمشهر"، "بانک کشاورزی" و "وزارت امور خارجه" از جمله مکان‌های عمومی است که او در طراحی دکوراسیون بخش‌هایی از آن‌ها دست داشته‌است.